# Osiękla kępkowa
Osiękla kępkowa (Merismodes fasciculata  (Schwein.) Donk) – gatunek podstawczaków z rodziny Niaceae.

## Systematyka i nazewnictwo
Pozycja w klasyfikacji według Index Fungorum: Merismodes, Niaceae, Agaricales, Agaricomycetidae, Agaricomycetes, Agaricomycotina, Basidiomycota, Fungi.
Gatunek ten został po raz pierwszy opisany w 1832 r. jako Cantharellus fasciculatus przez L.D. von Schweinitza. Obecną, uznaną przez Index Fungorum nazwę nadał mu w roku 1951 Marinus Anton Donk, przenosząc go do rodzaju Merismodes. 
Synonimy:

- Cantharellus fasciculatus Schwein. 1832
- Chaetocypha fasciculata (Schwein.) Kuntze 1891)
- Cyphella anomala subsp. confusa (Bres.) Bourdot & Galzin 1928
- Cyphella confusa (Bres.) Bourdot & Galzin 1928
- Cyphellopsis confusa (Bres.) D.A. Reid 1964
- Lachnella fasciculata (Schwein.) Locq. 1952
- Merismodes fasciculata (Schwein.) Earle 1909
- Merismodes fasciculata var. caroliniensis W.B. Cooke 1961
- Merismodes fasciculata (Schwein.) Earle 1909 var. fasciculata
- Merismodes fasciculata var. occidentalis W.B. Cooke 1961
- Merismodes fasciculata var. oregona W.B. Cooke 1961
- Merismodes fasciculata var. quercina W.B. Cooke 1961
- Merulius fasciculatus (Schwein.) Kuntze 1891
- Solenia confusa Bres. 1903

Nazwę polską zaproponował Władysław Wojewoda w 2003 r.

## Charakterystyka
Tworzy zazwyczaj gęste skupiska bardzo drobnych owocników. Pojedynczy owocnik ma szerokość około 0,5 i wysokość 1 mm. Składa się z miseczki i trzonu, przy czym trzon jest krótszy od miseczki. Młode owocniki są zamknięte i w górnej części szarobeżowo owłosione, starsze otwierają się otworem na szczycie przyjmując kształt miseczki o gładkiej wewnętrznej powierzchni.
Zarodniki cylindryczne, gładkie, 7,5–11 × 2–3 μm.
Występuje na obumarłych pniach i konarach drzew, wyrastając bezpośrednio na drewnie.
W Polsce rozprzestrzenienie osiękli kępkowej nie jest znane. W piśmiennictwie naukowym do 2003 r. podano jedno tylko stanowisko i to już historyczne (na brzozie brodawkowatej, Międzyrzec Podlaski, 1902 r.)

## Gatunki podobne
Bardzo podobna jest osiękla nierówna (Cyphellopsis anomala), a także niektóre inne gatunki z rodzaju Cyphellopsis i Merismodes. Trochę pomocny może być sposób wyrastania owocników: osiękla kępkowa zwykle tworzy okrągłe kępki, a osiękla nierówna raczej podłużne pasma. Pewne rozróżnienie tych gatunków i innych z rodzajów Merismodes wymaga jednak badań mikroskopowych, zwłaszcza porównania zarodników.